# Route nationale 189 (France)
Pour les articles homonymes, voir Route nationale 189.
La route nationale 189, ou RN 189, était une route nationale française reliant Beaumont à Ceyrat. Cette route était à 2×2 voies. Antenne de la RN 89, elle déviait Beaumont par le sud, d’où le nom de déviation de Beaumont.
Auparavant, la RN 189 reliait Paris (Porte de Versailles) au Pont de Sèvres.
Elle a été déclassée en RD 989 dans Issy-les-Moulineaux et en RD 7 lorsqu'elle longe la Seine à Clamart et à Sèvres (tronçon qui avait, entretemps, été renuméroté RN 187).

## Déviation de Beaumont
La RN 189 permettait de dévier Beaumont. Cependant cette déviation commence par la RD 799, qui a été déclassée en RD 2089.
Le décret du 5 décembre 2005 a prévu le transfert au Conseil général du Puy-de-Dôme ; à la suite de ce décret, elle a donc été déclassée et a été intégrée à la RD 2089, tout comme la RN 89 dans le Puy-de-Dôme.
Les communes traversées étaient :
- Aubière (km 0 D 799 = km 57 D 2089)
- Beaumont (km 4 D 799/N 189 = km 61 D 2089)
- Ceyrat (km 7 N 189 = km 64 D 2089)
- Rejoint la RD 2089 à Saulzet-le-Chaud, commune de Romagnat.

Échangeurs et carrefours giratoires de la déviation :
- Rond-point : Déchèterie
- Rond-point : Beaumont, Romagnat
- RN 89 : Clermont-Ferrand, Limoges (depuis Saulzet-le-Chaud)
- RD 21 : Ceyrat, Clémensat (interdit aux PL de plus de 20 tonnes)

### Lieux sensibles
Sur la déviation :
- Pente de 6 % à la descente de Ceyrat, après Saulzet-le-Chaud, commune de Romagnat.

### Trafic
- Sur la déviation, on comptait plus de 25 000 véhicules par jour, moyenne 2006[2].

## Ancien tracé de la Porte de Versailles au Pont de Sèvres
- Paris Porte de Versailles D 989
- Issy-les-Moulineaux D 989
- Clamart D 7
- Sèvres D 7

## Divers
La RD 799 était classée route à grande circulation sur l’ensemble de son parcours.